# Wentworth Miller
Wentworth Earl Miller III (n. 2 iunie 1972, Chipping Norton, comitatul Oxfordshire, Anglia) este un actor american născut în Anglia, celebru datorită rolului din serialul de televiziune difuzat de Fox, Prison Break, în care îl interpretează pe Michael Scofield.

## Viața
Tatăl lui Miller este afro-american, jamaican, englez, german și parțial Cherokee și evreu; mama sa are origini rusești, franțuzești, germane, siriene și libaneze. Într-un interviu, Miller declara: „Tatăl meu este negru și mama albă. Prin urmare, aș putea răspunde fiecăruia că sunt un hoinar rasial singur (original în engleză Long Ranger) câteodată, prins între două comunități.”
S-a născut Anglia, în apropiere de Oxford, unde tatăl său a locuit pe durata studiilor. Familia sa s-a mutat în Park Slope, Brooklyn, New York când avea 1 an. Are două surori, Leigh și Gillian. Miller a urmat cursurile școlii Midwood High School în Brooklyn. A fost membru al SING!, o producție muzicală anuală care a fost începută de Midwood. A absolvit primul titlu la Princeton University în literatura engleză. Când era la Princeton, s-a alăturat grupului a capella al școlii, care se numea „The Princeton Tiger Tones”
În 2013 a făcut public faptul că este homosexual și a refuzat să onoreze invitația de a participa la Festivalul Internațional de Film de la Sankt Petersburg, în semn de protest față de legislația homofobă din Rusia.

## Cariera
Primul rol într-un film al lui Miller a fost sensibilul și introvertitul David din Dinotopia, o mini-serie realizată de ABC. După ce apare în câteva roluri de televiziune minore, a trecut mai departe și a devenit unul dintre protagoniștii binecunoscuți ai filmului Human Stain, interpretând versiunea mai tânără a personajului jucat de Anthony Hopkins. 
Înainte de a-l interpreta pe Michael Scofield  în Prison Break, Miller a apărut în Buffy, spaima vampirilor într-un episod numit „Go Fish”. În acest episod, Miller intră în pielea unui personaj care se transformă într-o creatură asemănătoare cu un pește, din cauză că antrenorul de înot al școlii a introdus ADN de pește și steroizi în saună. 
Miller a devenit și mai celebru în anul 2005, când obține rolul lui Michael Scofield în producția televiziunii Fox Network, adică Prison Break. Aici joacă rolul unui frate iubitor care a creat un plan elaborat pentru a-și ajuta fratele, Lincoln Burrows (Dominic Purcell), să scape de pedeapsa cu moartea după ce a fost acuzat de o crimă pe care nu a comis-o. Interpretarea sa în acest film i-a adus o nominalizare pentru categoria „Best Actor in a Dramatic Series” la Golden Globe în 2005.

## Filmografie
| An         | Titlu                    | Rol                 | Note                                                                                                   |
| ---------- | ------------------------ | ------------------- | --- |
| Television |                          |                     | |
| 2005-2017  | Prison Break             | Michael Scofield    | Serial TV                                                                                              |
| 2005       | Ghost Whisperer          | Sgt. Paul Adams     | - Sezon 1, episod 1 - "Pilot"                                                                          |
| 2005       | Joan of Arcadia          | Ryan Hunter         | - Sezon 2, episod 21 - "Common Thread" - Sezon 2, episod 22 - "Something Wicked This Way Comes"        |
| 2002       | Dinotopia                | David Scott         | TV miniseries                                                                                          |
| 2000       | Spitalul de urgență      | Mike Palmieri       | - Sezon 7, episod 1 - "Homecoming"                                                                     |
| 2000       | Time of Your Life        | Nelson              | - Sezon 1, episod 6 - "The Time the Truth Was Told" - Sezon 1, episod 11 - "The Time They Got E-Rotic" |
| 2000       | Popular                  | Adam Rothchild Ryan | - Sezon 1, episod 16 - "All About Adam" - Sezon 1, episod 18 - "Ch-Ch-Changes"                         |
| 1998       | Buffy, spaima vampirilor | Gage Petronzi       | - Sezon 2, episod 20 - "Go Fish"                                                                       |
| Film       |                          |                     | |
| 2014       | The Loft                 | Luke Seacord        | Thriller                                                                                               |
| 2005       | Stealth                  | voice of EDI        | |
| 2005       | The Confession           | Prisoner            | Film scurt                                                                                             |
| 2003       | Underworld               | Dr. Adam Lockwood   | |
| 2003       | The Human Stain          | Young Coleman Silk  | |
| 2001       | Room 302                 | Server #1           | Film scurt                                                                                             |
| 2000       | Romeo și Julieta         | Paris               | |

|aling=center| 2014 ||
"The Flash "